# Shawn
Shawn es el quinto álbum de estudio y segundo álbum homónimo del cantautor canadiense Shawn Mendes, publicado el 15 de noviembre de 2024 a través de Island Records. Representa su primer lanzamiento de larga duración desde el álbum Wonder de 2020 y su regreso tras una pausa por motivos de salud mental, luego de cancelar la gira Wonder: The World Tour en 2022. Mendes escribió y coprodujo Shawn junto a un grupo de colaboradores como Scott Harris, Mike Sabath, Nate Mercereau, Eddie Benjamin y Ethan Gruska.
El sencillo principal del álbum, «Why Why Why», se lanzó el 8 de agosto de 2024 junto a «Isn't That Enough». Mendes presentó el tercer sencillo, «Nobody Knows», en la primera interpretación televisada del disco durante los MTV Video Music Awards de 2024. Posteriormente, el 1 de noviembre, lanzó «Heart of Gold». Para promocionar Shawn, Mendes realizó una gira de conciertos íntimos en Estados Unidos y estrenó un documental titulado Shawn Mendes: For Friends and Family Only (A Live Concert Film), que debutó un día antes del lanzamiento del álbum.

## Antecedentes y concepto
Para centrarse en su salud mental, Shawn Mendes canceló en 2022 su quinta gira de conciertos, Wonder: The World Tour. La gira, que incluía siete fechas oficializadas, respaldaba su cuarto álbum de estudio, Wonder, lanzado el 4 de diciembre de 2020. Más tarde, Mendes explicó que «no tenía absolutamente ninguna idea de quién era» y que no podía «entrar a un estudio sin caer en un pánico total». En una entrevista con The Wall Street Journal, habló sobre el tema: «Se ha vuelto evidente que necesito tomarme el tiempo que nunca me he tomado personalmente, para encontrar estabilidad y regresar más fuerte». Tras un año de descanso, Mendes volvió al estudio para grabar «What the Hell Are We Dying For?», una canción sobre la crisis climática.
En marzo de 2024, Mendes adelantó un fragmento de una entonces inédita canción titulada «Nobody Knows» en redes sociales, acompañado de un video con un solo de guitarra sin voz. Dos meses después, el cantante confirmó que su próximo álbum «llegaría pronto». Regresó a los escenarios como invitado especial en un concierto de Ed Sheeran, donde interpretaron juntos «Lego House» y una versión acústica de «There's Nothing Holdin' Me Back». El 31 de julio de 2024, Mendes anunció Shawn a través de sus cuentas oficiales en redes sociales, confirmando su fecha de lanzamiento y los primeros dos sencillos, «Why Why Why» y «Isn't That Enough». En un comunicado durante el anuncio del álbum, Mendes lo describió como su «trabajo musical más íntimo y líricamente más honesto hasta la fecha» y agradeció a su familia y amigos cercanos por apoyarlo durante su creación.

## Producción
Según un comunicado de prensa, Shawn fue escrito y grabado «a lo largo de dos años» en varios lugares, incluidos Costa Rica, Nueva York, Washington y Nashville. Mendes coprodujo el álbum con los colaboradores Scott Harris, Mike Sabath, Nate Mercereau y Eddie Benjamin, con contribuciones adicionales en la composición por parte de Amy Allen y Ethan Gruska. El tema de cierre es una versión de «Hallelujah» de Leonard Cohen.

## Lanzamiento y promoción
Shawn se lanzó el 15 de noviembre de 2024 a través de Island Records. Su fecha de estreno original estaba programada para el 18 de octubre, pero se reprogramó. El álbum se publicó en plataformas de streaming, descarga digital, casete, CD y dos ediciones en vinilo. Los pedidos anticipados comenzaron el 31 de julio de 2024, el día en que se anunció oficialmente el álbum. En la misma fecha, se reveló la lista de canciones. El cantante también compartió un tráiler del álbum con la pista «Isn't That Enough», en el que aparece junto a amigos alrededor de una fogata, tocando la guitarra y cantando.
Para promocionar Shawn, Mendes realizó una gira íntima de conciertos en teatros, recorriendo lugares donde grabó el álbum. Promocionada como «solo para amigos y familiares», los recintos elegidos tienen una capacidad de entre 2000 y 3000 asistentes. Los conciertos comenzaron en Woodstock, Nueva York, en el Bearsville Theater, el 8 de agosto de 2024, coincidiendo con su cumpleaños y el lanzamiento de los primeros sencillos del álbum, y concluyeron en Seattle el 24 de octubre de 2024. El repertorio de los conciertos incluyó las canciones de Shawn «de principio a fin».
Mendes interpretó «Nobody Knows» en los MTV Video Music Awards de 2024, y esta pieza se lanzó como el tercer sencillo del álbum el 12 de septiembre de 2024. Posteriormente, el 1 de noviembre, se estrenó «Heart of Gold».
La promoción de Shawn también incluyó un documental titulado Shawn Mendes: For Friends and Family Only (A Live Concert Film), que se estrenó el 14 de noviembre de 2024, un día antes del lanzamiento del álbum. Fue filmado en el Bearsville Theater en Woodstock, Nueva York, y presenta imágenes de Mendes explicando la inspiración detrás de cada tema del álbum. El 15 de noviembre, se subió a su canal de YouTube una interpretación en vivo de la canción «The Mountain».

## Recepción
Shawn recibió una puntuación de 65 sobre 100 en el agregador de críticas Metacritic, basándose en siete reseñas de críticos, que el sitio web categorizó como «generalmente favorables». El sitio AnyDecentMusic? otorgó a Shawn una media de 6,3 sobre 10, basándose en seis reseñas y en su valoración del consenso crítico.

## Lista de canciones
| Lista de canciones de Shawn |                       |          |  |
| N.º                         | Título                | Duración |  |
| 1.                          | «Who I Am»            | 1:40     |  |
| 2.                          | «Why Why Why»         | 2:49     |  |
| 3.                          | «That's the Dream»    | 2:14     |  |
| 4.                          | «Nobody Knows»        | 2:32     |  |
| 5.                          | «Isn't That Enough»   | 2:45     |  |
| 6.                          | «Heart of Gold»       | 2:52     |  |
| 7.                          | «Heavy»               | 2:34     |  |
| 8.                          | «That'll Be the Day»  | 1:52     |  |
| 9.                          | «In Between»          | 1:57     |  |
| 10.                         | «The Mountain»        | 2:56     |  |
| 11.                         | «Rollin' Right Along» | 2:39     |  |
| 12.                         | «Hallelujah»          | 3:46     |  |
| 30:36                       |                       |          |  |

## Posicionamiento en las listas
| Listas (2024)                      | Mejor posición |
| ---------------------------------- | -------------- |
| Australia (ARIA)                   | 23             |
| Austria (Ö3 Austria)               | 3              |
| Bélgica (Ultratop flamenca)        | 4              |
| Bélgica (Ultratop valona)          | 13             |
| Canadá (Billboard Canadian Albums) | 24             |
| Países Bajos (Album Top 100)       | 4              |
| Francia (SNEP)                     | 32             |
| Alemania (Offizielle Top 100)      | 5              |
| Irlanda (OCC)                      | 40             |
| Italia (FIMI)                      | 43             |
| Lituania (AGATA)                   | 53             |
| Nueva Zelanda (RMNZ)               | 31             |
| Noruega (VG-lista)                 | 39             |
| Portugal (AFP)                     | 16             |
| Escocia (Scottish Albums Chart)    | 12             |
| España (PROMUSICAE)                | 10             |
| Suiza (Schweizer Hitparade)        | 4              |
| Reino Unido (UK Albums Chart)      | 22             |
| Estados Unidos (Billboard 200)     | 26             |
| Estados Unidos (Folk Albums)       | 2              |

## Historial de lanzamientos
| Región | Fecha                   | Formato(s)                          | Versión  | Discográfica | Ref.   |
| ------ | ----------------------- | ----------------------------------- | -------- | ------------ | ------ |
| Varios | 15 de noviembre de 2024 | CD, descarga digital, streaming, LP | Estándar | Island       | [ 61 ] |